# Waldhof (Geislingen)
Der Waldhof ist ein Wohnplatz auf der Gemarkung von Geislingen im Zollernalbkreis in Baden-Württemberg.

## Geographie
Der Waldhof liegt rund vier Kilometer südwestlich von Geislingen.

## Geschichte
Ersterwähnung 1598 und als Waldhaus bekannt. Im 18. Jahrhundert wurde dort, nach der Rodung, Landwirtschaft betrieben und war Teil eines Ritterguts.

## Verkehr
Der Waldhof ist von Geislingen über die K 7130 und dann über die K 7127 erreichbar. Von Erlaheim ist der Wohnplatz erreichbar über die Bellingerstraße und dann auf der K 7127.